# 國立臺北大學商學院

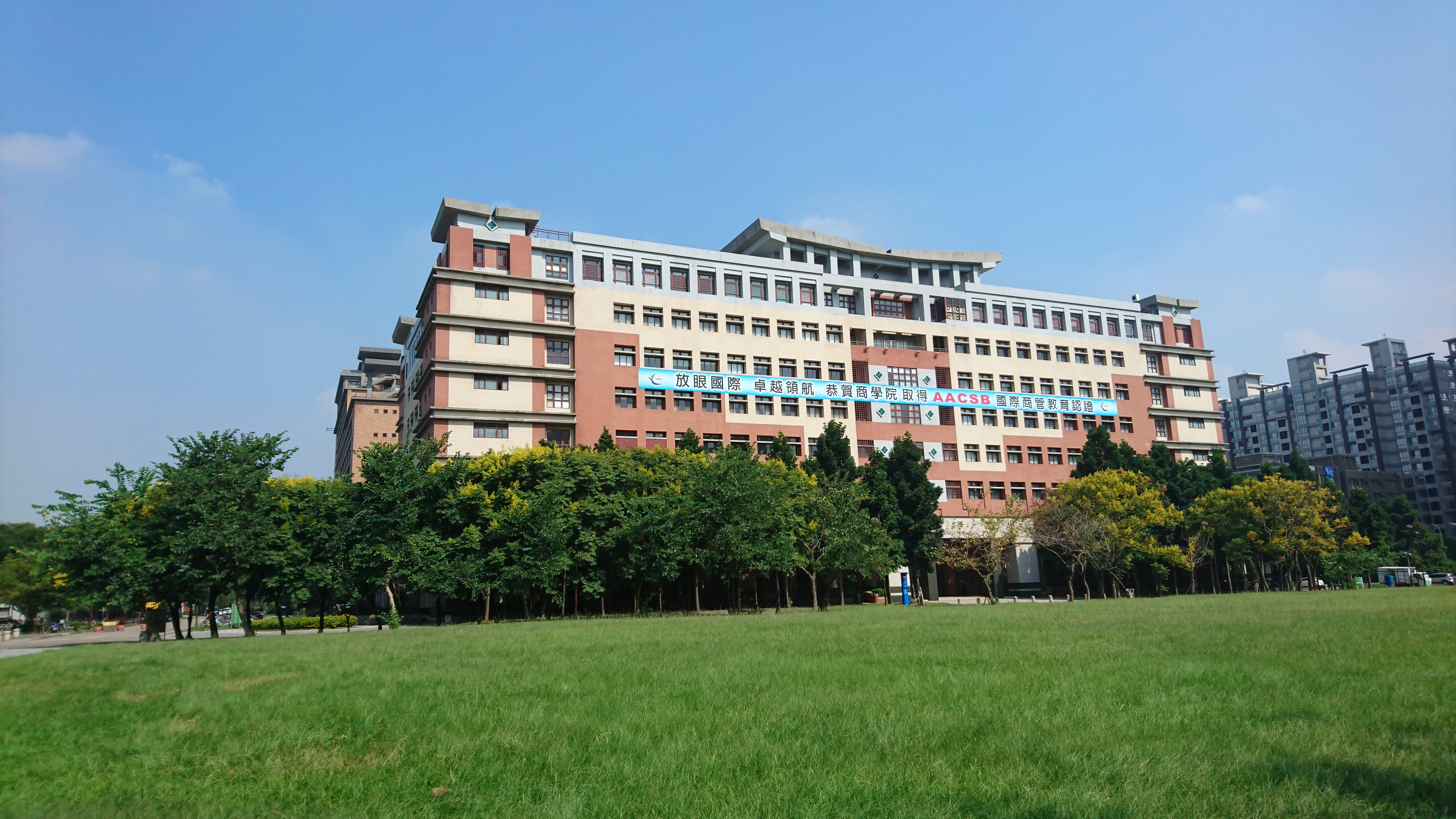
商學院院館大樓

國立臺北大學商學院，是國立臺北大學的學院之一。前身最早是創於1955年的臺灣省立法商學院，後經改名省立中興大學法商學院、國立中興大學法商學院，2000年法律學院成立後改名分立國立臺北大學商學院。跑馬燈是該學院特色之一。美國莫瑞州立大學代表曾訪問並參與教交流會談。
國立臺北大學商學院於2016年2月12日正式通過AACSB認證，促進國立臺北大學商學院與全球知名商管學院搭起國際合作的橋樑，例如姊妹校院締結、雙聯學位與交換計畫、國際生招募等。

## 歷任院長與任職期間
- 黃營杉 院長(2000年2月-2002年9月)
- 梁世安 院長(2002年10月-2006年7月)
- 方文昌 院長(2006年8月-2012年7月)
- 蔡建雄 院長(2012年8月-2015年7月)
- 吳泰熙 院長(2015年8月-2018年7月)
- 池祥麟 院長(2018年8月-2021年7月)
- 陳宥杉 院長(2021年8月-現在)

## 院內系所
- 企業管理學系
- 金融與合作經營學系
- 會計學系
- 統計學系
- 休閒運動與管理學系
- 資訊管理研究所
- 國際企業研究所

## 其他單位
- 數位行銷進修學士學位學程
- 財務金融英文碩士學位學程 MBA in Finance
- 國際財務金融碩士在職專班 IEMBA
- 電子商務研究中心
- 合作經濟暨非營利事業研究中心
- 金融科技暨綠色金融研究中心
- 企業永續發展研究中心